# Kvalifikation til VM i fodbold 2014 - UEFA Gruppe B
Kvalifikation til FIFA World Cup 2014 - UEFA Gruppe B var en af grupperne i forbindelse med den europæiske kvalifikation til VM i fodbold 2014. Kampene spilles imellem den 7. september 2012 til den 15. oktober 2013.

## Stilling
| Hold      | K  | V | U | T | M+ | M- | MF  | Pts |
| --------- | -- | - | - | - | -- | -- | --- | --- |
| Italien   | 10 | 6 | 4 | 0 | 19 | 9  | +10 | 22  |
| Danmark   | 10 | 4 | 4 | 2 | 17 | 12 | +5  | 16  |
| Tjekkiet  | 10 | 4 | 3 | 3 | 13 | 9  | +4  | 15  |
| Bulgarien | 10 | 3 | 4 | 3 | 14 | 9  | +5  | 13  |
| Armenien  | 10 | 4 | 1 | 5 | 12 | 13 | −1  | 13  |
| Malta     | 10 | 1 | 0 | 9 | 5  | 28 | −23 | 3   |

|           | Armenien | Bulgarien | Tjekkiet | Danmark | Italien | Malta |
| --------- | -------- | --------- | -------- | ------- | ------- | ----- |
| Armenien  | —        | 2–1       | 0–3      | 0–1     | 1–3     | 0–1   |
| Bulgarien | 1–0      | —         | 0–1      | 1–1     | 2–2     | 6–0   |
| Tjekkiet  | 1–2      | 0–0       | —        | 0–3     | 0–0     | 3–1   |
| Danmark   | 0–4      | 1–1       | 0–0      | —       | 2–2     | 6–0   |
| Italien   | 2–2      | 1–0       | 2–1      | 3–1     | —       | 2–0   |
| Malta     | 0–1      | 1–2       | 1–4      | 1–2     | 0–2     | —     |

## Kampe
| 7. september 2012 20:00 UTC+2 |

| Malta | 0 – 1   | Armenien       |
| ----- | ------- | -------------- |
|       | Rapport | Sarkisov 70' · |

| Ta' Qali National Stadium, Ta' Qali Dommer: Rene Eisner |

| 7. september 2012 21:45 UTC+3 |

| Bulgarien                    | 2 – 2   | Italien           |
| ---------------------------- | ------- | ----------------- |
| Manolev 30' · G. Milanov 66' | rapport | Osvaldo 36' 40' · |

| Vasil Levski National Stadium, Sofia Tilskuere: 25,000 Dommer: Martin Atkinson |

| 8. september 2012 20:15 UTC+2 |

| Danmark | 0 – 0   | Tjekkiet |
| ------- | ------- | -------- |
|         | rapport |          |

| Parken, København Tilskuere: 24,004 Dommer: Wolfgang Stark |

| 11. september 2012 21:00 UTC+3 |

| Bulgarien   | 1 – 0   | Armenien |
| ----------- | ------- | -------- |
| Manolev 43' | rapport |          |

| Vasil Levski National Stadium, Sofia Tilskuere: 15,000 Dommer: Stephan Studer |

| 11. september 2012 20:45 UTC+2 |

| Italien                       | 2 – 0   | Malta |
| ----------------------------- | ------- | ----- |
| Destro 5' · Cohen 90+2' (sm.) | rapport |       |

| Stadio Alberto Braglia, Modena Dommer: Antti Munukka |

| 12. oktober 2012 18:00 UTC+2 |

| Tjekkiet                                     | 3–1     | Malta        |
| -------------------------------------------- | ------- | ------------ |
| Gebre Selassie 34' · Pekhart 52' · Rezek 67' | rapport | Briffa 38' · |

| Stadion města Plzně, Plzeň Tilskuere: 10.358 Dommer: Anar Salmanov |

| 12. oktober 2012 21:00 UTC+4 |

| Armenien       | 1–3     | Italien                                         |
| -------------- | ------- | ----------------------------------------------- |
| Mkhitaryan 28' | rapport | Pirlo 11' (str.) · De Rossi 64' · Osvaldo 82' · |

| Hrazdan Stadium, Yerevan Tilskuere: 25.000 Dommer: Marijo Strahonja |

| 12. oktober 2012 21:00 UTC+3 |

| Bulgarien   | 1 - 1   | Danmark        |
| ----------- | ------- | -------------- |
| Rangelov 7' | rapport | Bendtner 40' · |

| Vasil Levski National Stadium, Sofia Tilskuere: 20.700 Dommer: Tony Chapron |

| 16. oktober 2012 20:00 UTC+2 |

| Tjekkiet | 0 - 0   | Bulgarien |
| -------- | ------- | --------- |
|          | rapport |           |

| Generali Arena, Prag Tilskuere: 16.163 Dommer: Vladislav Bezborodov |

| 16. oktober 2012 20:45 UTC+2 |

| Italien                                      | 3 - 1   | Danmark       |
| -------------------------------------------- | ------- | ------------- |
| Montilivo 34' · De Rossi 37' · Balotelli 54' | rapport | Kvist 45+1' · |

| Stadion Giuseppe Meazza, Milano Tilskuere: 37.027 Dommer: Damir Skomina |

| 22. marts 2013 18:00 UTC+2 |

| Bulgarien                                                     | 6–0     | Malta |
| ------------------------------------------------------------- | ------- | ----- |
| Tonev 6', 38', 68' · I. Popov 47' · Gargorov 55' · Ivanov 78' | Rapport |       |

| Vasil Levski National Stadium, Sofia Tilskuere: 0 Dommer: Eitan Shemeulevitch (Israel) |

| 22. marts 2013 20:30 UTC+1 |

| Tjekkiet | 0–3     | Danmark                                  |
| -------- | ------- | ---------------------------------------- |
|          | Rapport | Cornelius 57' · Kjær 67' · Zimling 83' · |

| Andrův stadion, Olomouc Tilskuere: 12.288 Dommer: Manuel De Sousa (Portugal) |

| 26. marts 2013 20:00 UTC+4 |

| Armenien | 0–3     | Tjekkiet                       |
| -------- | ------- | ------------------------------ |
|          | Rapport | Vydra 47', 81' · Kolář 90+4' · |

| Republican Stadium, Jerevan Tilskuere: 14.403 Dommer: Cristian Balaj (Rumænien) |

| 26. marts 2013 20:15 UTC+1 |

| Danmark          | 1–1     | Bulgarien     |
| ---------------- | ------- | ------------- |
| Agger 63' (str.) | Rapport | Manolev 51' · |

| Parken, København Tilskuere: 22.357 Dommer: Fırat Aydınus (Tyrkiet) |

| 26. marts 2013 20:45 UTC+1 |

| Malta | 0–2     | Italien                    |
| ----- | ------- | -------------------------- |
|       | Rapport | Balotelli 8' (str.), 45' · |

| National Stadium, Ta' Qali Tilskuere: 17.011 Dommer: Serdar Gözübüyük (Holland) |

| 7. juni 2013 20:00 UTC+4 |

| Armenien | 0–1     | Malta       |
| -------- | ------- | ----------- |
|          | Rapport | Mifsud 8' · |

| Republican Stadium, Jerevan Tilskuere: 8.500 Dommer: Arnold Hunter (Northern Irland) |

| 7. juni 2013 20:45 UTC+2 |

| Tjekkiet | 0–0     | Italien |
| -------- | ------- | ------- |
|          | Rapport |         |

| Generali Arena, Prag Tilskuere: 18.235 Dommer: Svein Oddvar Moen (Norge) |

| 11. juni 2013 20:15 UTC+2 |

| Danmark | 0–4     | Armenien                                           |
| ------- | ------- | -------------------------------------------------- |
|         | Rapport | Movsisyan 1', 59' · Özbiliz 19' · Mkhitaryan 82' · |

| Parken, København Tilskuere: 14.284 Dommer: Aleksei Nikolaev (Rusland) |

| 6. september 2013 18:00 UTC+2 |

| Tjekkiet    | 1–2     | Armenien                          |
| ----------- | ------- | --------------------------------- |
| Rosický 70' | Rapport | Mkrtchyan 30' · Ghazaryan 90+2' · |

| Eden Arena, Prag Tilskuere: 17.628 Dommer: Antony Gautier (Frankrig) |

| 6. september 2013 20:00 UTC+2 |

| Malta      | 1–2     | Danmark                              |
| ---------- | ------- | ------------------------------------ |
| Failla 38' | Rapport | Andreasen 2' · Camilleri 52' (sm.) · |

| National Stadium, Ta' Qali Tilskuere: 5.576 Dommer: Anastasios Sidiropoulos (Grækenland) |

| 6. september 2013 20:45 UTC+2 |

| Italien       | 1–0     | Bulgarien |
| ------------- | ------- | --------- |
| Gilardino 38' | Rapport |           |

| Stadio Renzo Barbera, Palermo Tilskuere: 28.662 Dommer: Carlos Velasco Carballo (Spanien) |

| 10. september 2013 20:00 UTC+4 |

| Armenien | 0–1     | Danmark            |
| -------- | ------- | ------------------ |
|          | Rapport | Agger 73' (str.) · |

| Hrazdan Stadium, Jerevan Tilskuere: 23.000 Dommer: Bas Nijhuis (Holland) |

| 10. september 2013 20:00 UTC+2 |

| Malta       | 1–2     | Bulgarien                    |
| ----------- | ------- | ---------------------------- |
| Herrera 77' | Rapport | Dimitrov 9' · Gargorov 59' · |

| National Stadium, Ta' Qali Tilskuere: 4.884 Dommer: Alexandru Tudor (Romania) |

| 10. september 2013 20:45 UTC+2 |

| Italien                              | 2–1     | Tjekkiet    |
| ------------------------------------ | ------- | ----------- |
| Chiellini 51' · Balotelli 54' (str.) | Rapport | Kozák 19' · |

| Juventus Stadium, Turin Tilskuere: 35.299 Dommer: Jonas Eriksson (Sverige) |

| 11. oktober 2013 19:00 UTC+4 |

| Armenien                      | 2–1     | Bulgarien   |
| ----------------------------- | ------- | ----------- |
| Özbiliz 45+1' · Movsisyan 87' | Rapport | Popov 61' · |

| Republican Stadium, Yerevan Tilskuere: 11.000 Dommer: Felix Brych (Tyskland) |

| 11. oktober 2013 19:30 UTC+2 |

| Malta      | 1–4     | Tjekkiet                                               |
| ---------- | ------- | ------------------------------------------------------ |
| Mifsud 47' | Rapport | Hübschman 3' · Lafata 33' · Kadlec 51' · Pekhart 90' · |

| National Stadium, Ta' Qali Tilskuere: 4.530 Dommer: Matej Jug (Slovenien) |

| 11. oktober 2013 20:15 UTC+2 |

| Danmark             | 2–2     | Italien                        |
| ------------------- | ------- | ------------------------------ |
| Bendtner 45+1', 79' | Rapport | Osvaldo 28' · Aquilani 90+1' · |

| Parken, København Tilskuere: 35.305 Dommer: Stéphane Lannoy (Frankrig) |

| 15. oktober 2013 21:15 UTC+3 |

| Bulgarien | 0–1     | Tjekkiet     |
| --------- | ------- | ------------ |
|           | Rapport | Dočkal 51' · |

| Vasil Levski National Stadium, Sofia Tilskuere: 25.464 Dommer: Viktor Kassai (Ungarn) |

| 15. oktober 2013 20:15 UTC+2 |

| Danmark                                                                       | 6–0     | Malta |
| ----------------------------------------------------------------------------- | ------- | ----- |
| Rasmussen 8', 74' · Agger 11' (str.), 39' (str.) · Bjelland 28' · Nielsen 84' | Rapport |       |

| Parken, København Tilskuere: 11.479 Dommer: Aleksandar Stavrev (Makedonien) |

| 15. oktober 2013 20:45 UTC+2 |

| Italien                      | 2–2     | Armenien                        |
| ---------------------------- | ------- | ------------------------------- |
| Florenzi 24' · Balotelli 76' | Rapport | Movsisyan 5' · Mkhitaryan 70' · |

| Stadio San Paolo, Naples Tilskuere: 22.000 Dommer: Michael Oliver (England) |

Noter
1. ↑  Bulgaria v Malta blev spillet uden tilskuere på grund af sanktioner iværksat af FIFA som et resultat af racistiske tilråb fra bulgarske tilskuere ved hjemmekampen mod Danmark.[4]